# Universal Destinations & Experiences
Universal Destinations & Experiences (voorheen Universal Parks & Resorts), ook bekend als Universal Studios Theme Parks of Universal Theme Parks is de themaparken divisie van NBCUniversal, met als centraal thema de filmindustrie en dan voornamelijk de films rond naamgever, Universal Studios.
Het idee om ook parken rond de filmactiviteiten te ontwikkelen is ontstaan uit de tours die oorspronkelijk werden gegeven in de studiofaciliteiten van Universal. Deze tours worden tot op de dag van vandaag nog steeds gegeven en Universal Studios Hollywood ligt dan ook aangrenzend aan de studiofaciliteiten (die niet in Hollywood, maar in Universal City liggen).

## Resorts

### Geopende resorts
Sinds 2021 zijn er wereldwijd vijf Universal Resorts geopend.
- Universal Studios Hollywood, geopend op 15 juni 1964 te Los Angeles (Californië)
- Universal Orlando Resort, geopend op 7 juni 1990 te Orlando (Florida)
  - Universal Studios Florida (geopend op 7 juni 1990)
  - Islands of Adventure (geopend op 28 mei 1999)
  - Volcano Bay (geopend in 2017)
  - Epic Universe (geopend op 22 mei 2025)
- Universal Studios Japan, geopend op 31 maart 2001 te Osaka
- Universal Studios Singapore, geopend op 18 maart 2010 te Singapore
- Universal Studios Beijing, geopend 20 september 2021 te Peking

### Geplande resorts en parken
- Universal Kids Resort; Het allereerste themapark van het bedrijf dat speciaal is ontworpen voor gezinnen met jonge kinderen. Opening is gepland in 2026, in Frisco, Texas.[1]
- Verenigd Koninkrijk, Comcast Corporation heeft een groot stuk grond aangekocht in Bedford, Engeland en onderzoekt de mogelijkheid voor de bouw van een nieuw resort.[2][3]

### Verdwenen parken
- PortAventura; Universal was hier van 1997 t/m 2004 de eigenaar van.
- Wet 'n Wild Orlando; geopend van 13 maart 1977 tot en met 31 december 2016.

### Geannuleerde resorts
- Universal Studios Dubailand
- Melun Senart (Frankrijk); nooit gerealiseerd plan uit de jaren 90 om een Universal resort te openen in Melun Senart nabij Parijs.[4] De opening stond gepland voor 1996. De keuze voor grond in Frankrijk is vanwege de demografie en infrastructuur. Disneyland Parijs had er niks mee te maken, aldus de eigenaar.[5]
- Rainham Marshes (Groot-Brittannië); nooit gerealiseerd plan uit de jaren 80 voor een locatie nabij Londen in Rainham Marshes, nu de natuurgebied Rainham Marshes Nature Reserve.[6][7]
- Krefeld (Duitsland); Nabij het Duitse Krefeld lag een plan klaar, met schetsen en al, voor een Universal resort in de jaren 00.[8]
- Mumbai (India)
- Zuid-Korea
- Universal Studios Moscow; indoor attractiepark in de hoofdstad van Rusland.